# Цифрова фотокамера

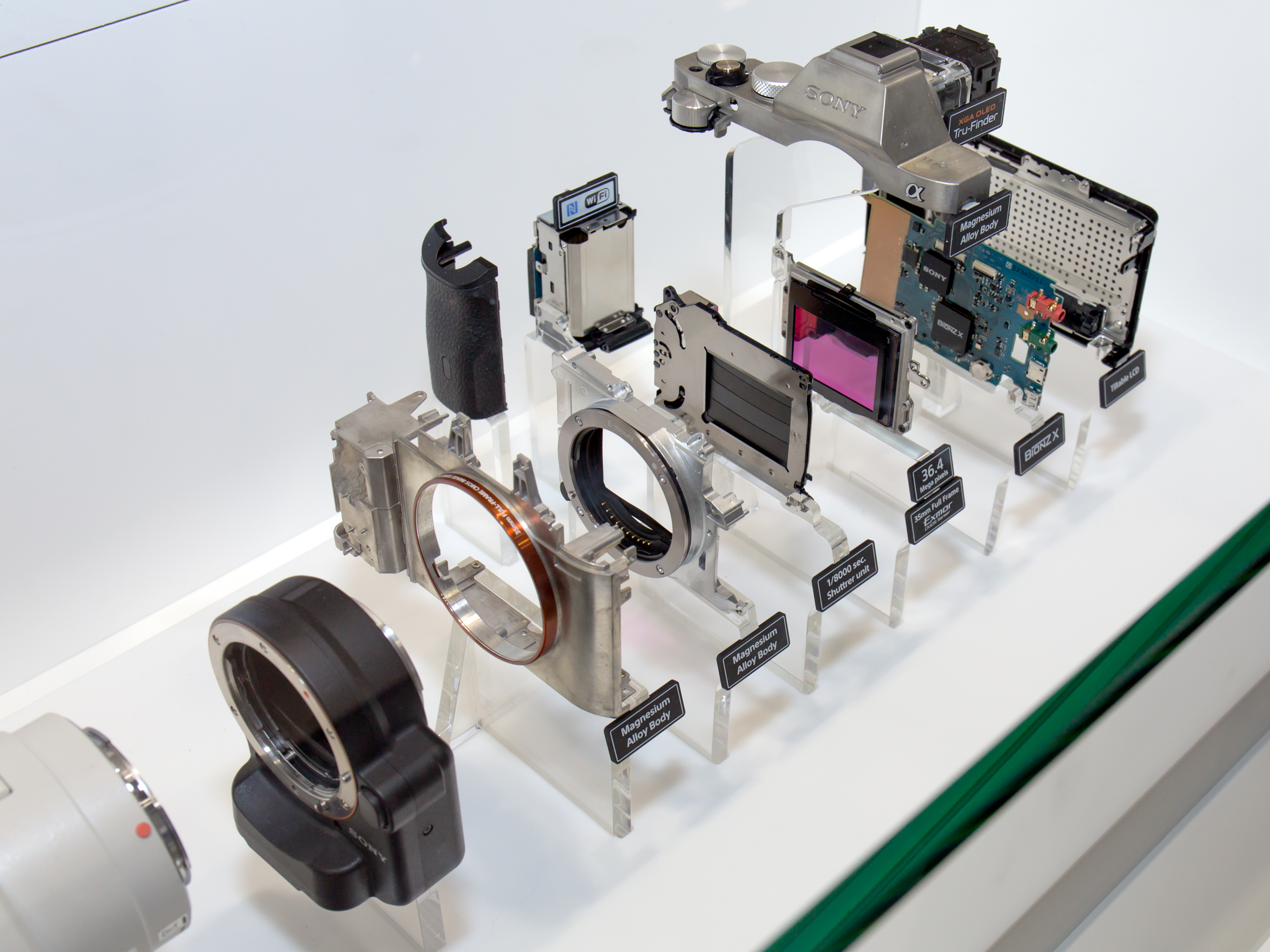
Sony Alpha ILCE-7R, розібраний цифровий фотоапарат 2014 року

Цифрова́ фотока́мера, або цифрови́й фотоапара́т— пристрій, що використовується для створення фото-знімків, в якому світлочутливим матеріалом є матриця або кілька матриць, котрі складаються з окремих пікселів, сигнал з яких представляється, обробляється і зберігається в самому апараті в цифровому вигляді. Це найпоширеніший пристрій для створення цифрових фотознімків. Більшість камер 21-го сторіччя є цифровими.

## Історія
Появі цифрових фотоапаратів передували відеофотоапарати, що являли собою відеокамеру, пристосовану для аналогового запису нерухомих зображень на відеокасету або відеодискету.
Перший відеофотоапарат розробив 1975 року інженер компанії Eastman Kodak Стівен Сассун (англ. Steven Sasson). Застосована у ньому матриця мала роздільність 0,01 мегапікселя.
Першим цифровим фотоапаратом споживацького рівня 1980 року став Sony Mavika, що використовував для запису знімну карту SRAM. Того ж року Kodak створив перший цифровий дзеркальний фотоапарат «Electro-Optic Camera» на основі малоформатного фотоапарата Canon New F-1.

## Цифрові відеокамери

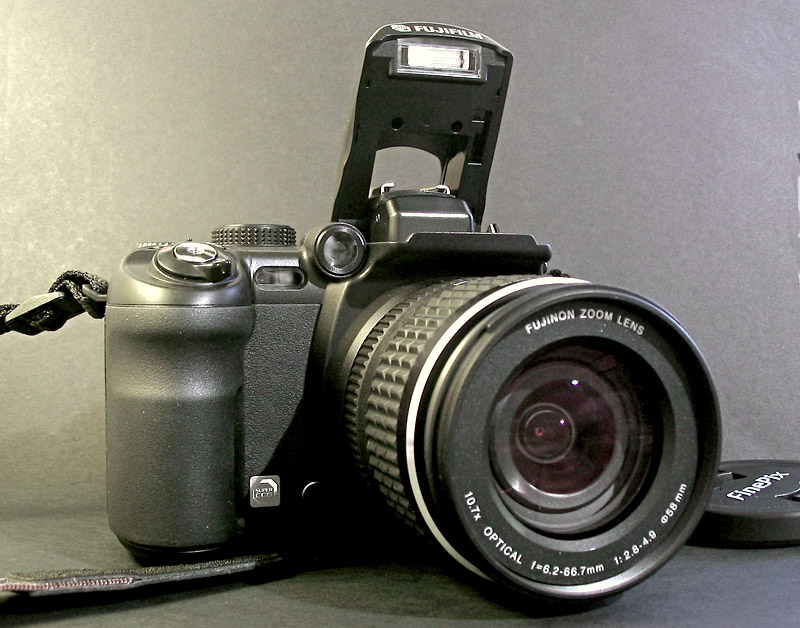
Fujifilm FinePix S9000

Попри функціональну схожість, цифрові відеопристрої найрізноманітнішого призначення, такі як камери відеоспостереження і вебкамери, фотоапаратами зазвичай не називаються, оскільки не дозволяють зберегти знімки в самому пристрої або на вставленому в пристрій носієві інформації.

### Поєднання фото та відео у цифрових камерах
У низці випадків сучасна відеозаписувальна апаратура має функції отримання статичних знімків, а значна частина пристроїв, званих цифровими фотокамерами, має можливість здійснення запису відеозображення та звуку і виводити відеосигнал у телевізійному форматі. Через це межа між відео- і фотообладнанням в цифрову добу досить умовна і визначається швидше тим, які завдання ставить оператор, ніж тим, яка функціональна «начинка» камери.

## Цифрові фотокамери
Цифрові фотокамери можна поділити на декілька класів:
- Фотокамери із вбудованою оптикою:
  - Компактні («Компактна мильниця» традиційних розмірів). Відзначаються малими розмірами і вагою. Малий фізичний розмір матриці означає низьку чутливість або високий рівень шумів. Також цей тип камер зазвичай відрізняється відсутністю чи недостатньою гнучкістю ручних налаштувань експозиції.
  - Компактні фотокамери з незмінними фікс-фокальними об'єктивами: Fujifilm FinePix X100, Sigma DP1. Здебільшого, за винятком незмінної оптики, мають показники бездзеркальних фотокамер.
  - Надкомпактні, мініатюрні. Відрізняються не тільки розмірами, але часто і відсутністю видошукача та екрану.
  - Вбудовані в інші пристрої. Вирізняються відсутністю власних засобів керування.
  - Псевдодзеркальна — зовнішнім виглядом нагадують дзеркальну камеру, а також, переважно крім цифрового дисплея, оснащені електронним видошукачем. Зображення у видошукачі такого апарату відтворюється на окремому цифровому екрані, або на основному екрані, який здатен повертатися. Здебільшого, мають різьбу на об'єктиві для приєднання насадок і світлофільтрів (приклад — Konica Minolta серія моделей Z).
  - Напівдзеркальна — камери, в яких є наведення по матовому склу крізь знімальний об'єктив, проте немає можливості змінювати об'єктив. У таких апаратах оптична схема містить світлорозподільну призму, яка спрямовує від 10 до 50 % світлового потоку на матове скло, а інше передається на матрицю. (Приклади — Olympus E-10, E-20)
- Фотокамери зі змінною оптикою:
  - цифрові дзеркальні фотокамери,
  - цифрові далекомірні фотокамери,
  - цифрові бездзеркальні фотокамери.

## Носії інформації

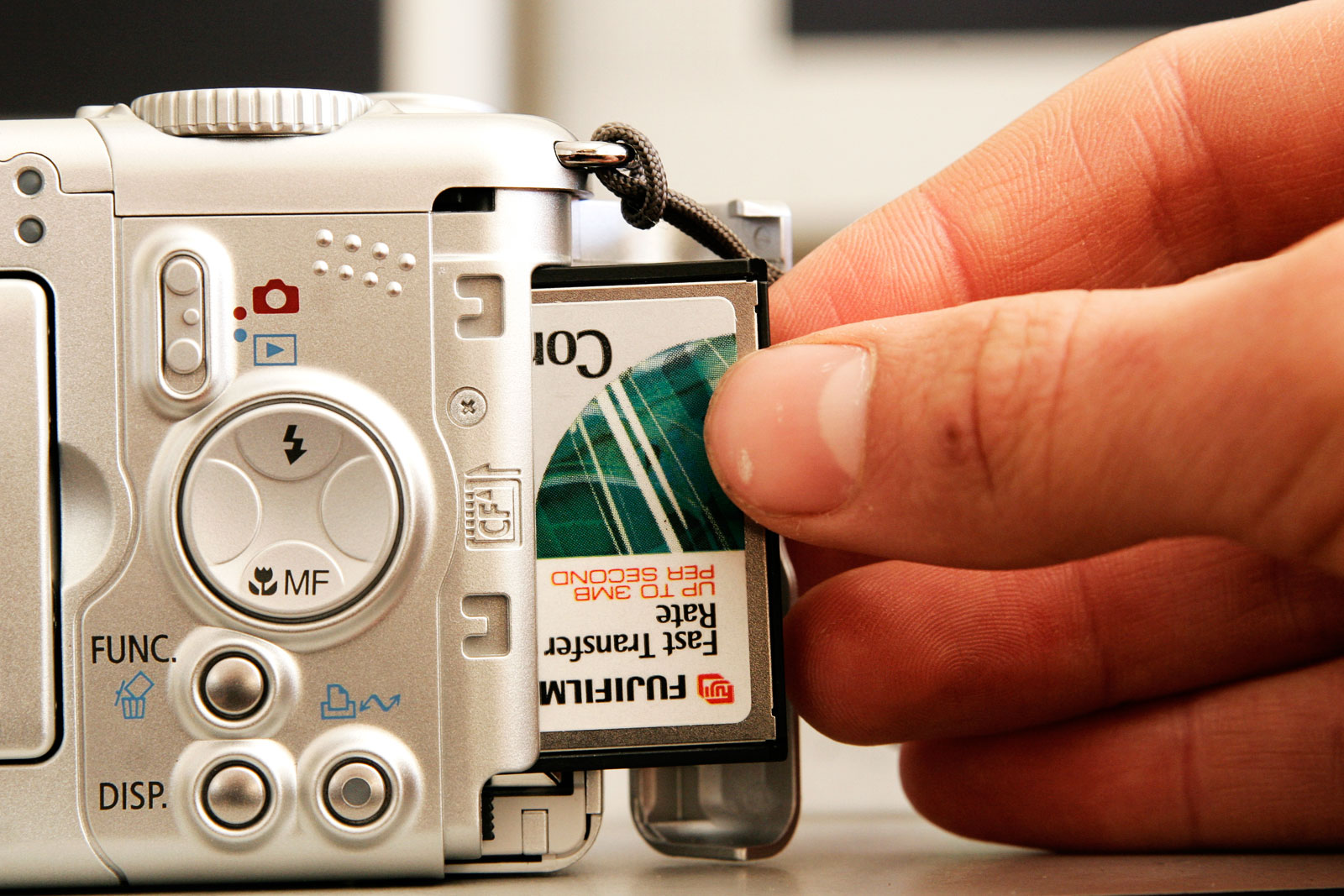
Витягання CompactFlash з камери Canon Powershot A95

У майже всіх цифрових камерах використовується флеш-пам'ять, але є також фотокамери, де застосовуються оптичні диски або дискети як носії інформації. У низці цифрових камер є невеликий об'єм вбудованої флеш-пам'яті, якої вистачає для 2-30 знімків або ж декількох хвилин відео. Найпоширеніші на сьогоднішній день (2011) формати:
- CF (Compact Flash).
- SD (Secure Digital).
- MMC (Multimedia Card)
- MS (Memory Stick) фірми Sony
- XD (xD-Picture Card)

Застарілі носії інформації:
- SM (SmartMedia)
- MD (Microdrive)

Обсяг флеш-карт зазвичай варіюється від 512 МБ до 64 ГБ, але постійно з'являються флеш-карти з усе більшим об'ємом і тому 64 ГБ не є остаточним досягненням.